# Янев, Христо
Христо Ангелов Янев (болг. Христо Ангелов Янев; род. 4 мая 1979, Казанлык, Старозагорская область) — болгарский футболист и футбольный тренер.

## Клубная карьера
Большую часть карьеры провёл в футбольном клубе ЦСКА, сыграл 146 матчей и забил 54 голов, а также отыграл 11 матчей и забил 3 гола за сборную Болгарии. Чемпион Болгарии в 2003 и 2005 годах. 7 июля 2006 года подписал двухлетний контракт с французским «Греноблем». В сезоне 2007/08 его команда заняла второе место в Лиге 2 и поднялась в высший дивизион Франции. Летом 2009 года Янев стал свободным агентом.
26 июня 2009 года подписал контракт на три года с футбольным клубом «Литекс». 1 августа 2009 дебютировал за новую команду в матче за Суперкубок Болгарии. В составе «Литекса» становился два раза чемпионом Болгарии (2009/10 и 2010/11) и побеждал в Суперкубке (2010). В апреле 2012 года в игре против «Монтаны» был удалён за неспортивное поведение, после чего главный тренер отправил Христо в молодёжный состав. После завершения сезона Янев покинул клуб и стал свободным агентом. В 2012 году подписал контракт с ЦСКА. В сентябре покинул клуб и подписал контракт с греческим «Панетоликосом». После одного сезона в Греции вернулся домой и подписал контракт с клубом «Славия»

## Тренерская карьера
В начале января 2015 года Христо Янев был назначен главным тренером футбольного клуба «Минёр», который участвовал в Лиге В. В качестве тренера дебютировал 1 марта, его команда одержала победу со счётом 4:1. В 2015 году подписал контракт с ЦСКА.

## Достижение

### Как игрок
ЦСКА
- Чемпион Болгарии (2): 2003, 2005
- Обладатель Кубка Болгарии (1): 2006

«Литекс»
- Чемпион Болгарии (2): 2010, 2011
- Обладатель Суперкубка Болгарии (1): 2010

### Как тренер
ЦСКА
- Чемпион ЛФЛ В (1): 2015/16
- Обладатель Кубка Болгарии (1): 2015/16